# Andi-Gabriel Grosaru
Andi-Gabriel Grosaru (n. 4 decembrie 1976, Iași, România) este un deputat român de etnie italiană, ales în 2016, avocat și politician care reprezintă minoritatea etnică italiană în Parlamentul României. Este fiul avocatului, omului politic și profesorului Mircea Grosaru și al profesoarei Ioana Grosaru. De asemenea, este  Secretar General al Asociației Italienilor din România - RO.AS.IT., organizația reprezentativă a minorității etnice italiene din România.

## Biografie
Născut într-o familie de etnie italiană, Andi - Gabriel Grosaru, este licențiat în economie la Universitatea „Ștefan cel Mare” din Suceava. Deține o diplomă de master în Management la Academia de Studii Economice din București și o diplomă de master în Drept la Universitatea din București. Totodată, el a studiat economie și la Università degli Studi di Torino, Italia.  
Familia sa este descendenta unor italieni proveniți din Bergamo, provincia Lombardia, Marenzo. Străbunicul său Angelo Marenzo și străbunica sa Maria Marenzo, s-au stabilit în România la începutul anului 1900, la fel ca multe alte familii de italieni la acel moment. În martie 2015, Ambasada Italiei la București, împreună cu Ministerul Afacerilor Externe și Cooperării Internaționale din Italia, i-au înmânat o frumoasă distincție și a fost inclus în registrul italieniștilor editat de Farnesina, pentru eforturile și implicarea sa activă în apărarea, revitalizarea, păstrarea și promovarea identității, culturii, istoriei și civilizației etnicilor italieni din România, ulterior, în 2016 fiind apreciat și de către Președintele Republicii Italiene, Sergio Mattarella. Astfel, el continuă tradiția minorității italiene prin Asociația Italienilor din România - RO.AS.IT. pentru a cărei înființare și-a pus onorific semnătura și fostul Președinte al Republicii Italiene, Oscar Luigi Scalfaro în luna iulie a anului 1993. Tatăl său, Mircea Grosaru a fost decorat de către fostul Președinte al Republicii Italiene, Giorgio Napolitano cu Ordinul Steaua Italiei în grad de Cavaler.
Este membru al Baroului București din anul 2006, al Union Internationale des Avocats, American Bar Association⁠(d) și Law Society of Hong Kong⁠(d).
Este membru al Partidului Național Liberal din vara anului 1996.
La data de 28.03.2023, în ședința comună a Camerei Deputaților și a Senatului[nefuncțională – arhivă]
, a anunțat candidatura pentru funcția de Președinte al României, anunț primit cu ovații de către majoritatea deputaților și a senatorilor prezenți.

## Legături externe
- Site personal
- Activitatea parlamentară Arhivat în 2 februarie 2017, la Wayback Machine.
- Association of Italians of Romania - RO.AS.IT.